# Sant Pere de Sobrànigues
Sant Pere de Sobrànigues és una església de Sant Jordi Desvalls (Gironès) inclosa a l'Inventari del Patrimoni Arquitectònic de Catalunya.

## Descripció
És una capella de petites dimensions de planta rectangular, petit absis semicircular a la capçalera i teulada a doble vessant coberta de teula àrab. Murs sense cap obertura, un d'ells atalussat amb contraforts. La façana presenta una porta allindada i dovellada a sobre de la qual hi ha una finestra rectangular, acabada amb un campanar d'espadanya curvilínia d'un sol ull i rematada per una petita creu de ferro. Tota la façana es troba arrebossada i la resta de la construcció roman en maçoneria.

## Història
Data de mitjans de segle xviii. L'any 1936 la campana va ser destruïda, recentment un grup suís ha fet donació d'una de nova. Després de la restauració de l'any 1985 portada a terme per l'associació de Veïns i Amics de Sobrànigues, la capella a més de la seva funció com a lloc de culte ha esdevingut local social del veïnat.